# L'Alliance républicaine, écologiste et sociale
L'Alliance républicaine, écologiste et sociale ARES, Nederlands: De Republikeinse, Ecologische en Sociale Alliantie, was een kortstondig samenwerkingsverband van diverse partijen uit politieke centrum in Frankrijk. De ARES stond ook bekend onder de naam Confédération des Centres en werd op 26 juni 2011 gevormd op initiatief van Jean-Louis Borloo van de Parti Radical RAD. De partij werd op 18 september 2012 door de Union des démocrates et indépendants UDI afgelost.

## Geschiedenis
Een soortgelijke partij, de Union pour la démocratie française UDF die door Valéry Giscard d'Estaing was opgericht, werd in 2007 ontbonden.
Directe aanleiding tot de oprichting van de ARES was dat Borloo en Hervé Morin, twee politici uit het politieke midden, na een herschikking uit het kabinet van premier Fillon in november 2010, niet mochten aanblijven. Het politieke midden nam vanaf dat moment wat meer afstand van president Nicolas Sarkozy en diens beleid. Borloo en Morin,  respectievelijk partijleiders van de Parti Radical en het Nouveau Centre, waren van mening dat samenwerking tussen de verschillende centrumpartijen een noodzaak was. Borloo kondigde op 7 april 2011 de vorming van een republikeinse, ecologische en sociale alliantie, die nog voor de zomer gestalte moest krijgen aan en moest bestaan uit verschillende partijen van centrumrechts en centrumlinks als alternatief voor de PS en de UMP. Op het partijcongres van de radicale partij stelde hij de vorming van een Alliance républicaine, écologique et sociale, kortweg L'Alliance genoemd, voor.
De volgende partijen sloten in de dagen volgend op het partijcongres van de radicalen een overeenkomst die leidde tot de totstandkoming van de ARES op 26 juni 2011:
- Nouveau Centre NC
- Parti Radical RAD
- Convention démocrate CD
- Gauche Moderne LGM

Er werden nog twee partijen benaderd om toe te treden, die tot het politieke midden behoorden: het Centre national des indépendants et paysans (CNIP) en de Alliance centriste (AC). De CNIP besloot een afvaardiging naar het oprichtingscongres te sturen, maar de AC zag van samenwerking af.
Hoewel de ARES zich onder andere tot doel had gesteld een gezamenlijke kandidaat aan te wijzen voor de presidentsverkiezingen van 2012, slaagde men hier niet in. Morin stelde zich in november 2011 weliswaar kandidaat, maar zijn kandidatuur werd niet door iedereen binnen de ARES gedragen, bovendien trok hij in februari 2012 zijn kandidatuur weer in. 
De nieuwe samenwerking bracht uiteindelijk niet datgene wat haar oprichters voor ogen hadden en in september 2012 werd de ARES afgelost door de Union des démocrates et indépendants (UDI), die naast de partijen die deel hadden aan de ARES, ook de CNIP, de AC, de FED de PLD, de TeM en de NED omvat.

## Ideologie
De ideologie van de ARES werd omschreven als republikeins, ecologisch en sociaal. Omdat de ARES maar zo'n kort leven was beschoren, is het er niet van gekomen een duidelijke ideologie uit te werken. Er waren verschillende politieke stromingen binnen de ARES te onderscheiden:
door alle partijen gedeeld:
- het humanisme en
- de groene politiek. Borloo staat bekend als een ecologisch en milieubewust politicus.

van de aparte samenstellende partijen:
- het progressief liberalisme, zoals uitgedragen door de Parti Radical en Gauche Moderne,
- het liberalisme, zoals uitgedragen door de Convention démocrate, de Parti Radical en het Nouveau Centre,
- de christendemocratie, zoals uitgedragen door het Nouveau Centre,
- de sociaaldemocratie of het progressief liberalisme, zoals uitgedragen door Gauche Moderne.

| ← Centrumlinks — Centrumrechts → | ← Centrumlinks — Centrumrechts → | ← Centrumlinks — Centrumrechts → | ← Centrumlinks — Centrumrechts → |
| -------------------------------- | -------------------------------- | -------------------------------- | -------------------------------- |
| Gauche Moderne                   | Parti Radical Valoisien          | Nouveau Centre                   | Convention démocrate             |